# Estación de Gerona (Metro de Barcelona)
Gerona (Girona en catalán) es una estación de la línea 4 del Metro de Barcelona situada debajo de la calle del Consejo de Ciento, en el distrito del Ensanche de Barcelona.

## Historia
La estación de Gerona entró en servicio con la apertura al público de la Línea IV del Metro de Barcelona. Inicialmente esta línea constaba de dos tramos: uno que venía funcionando como parte de la Línea III, entre las estaciones de Aragón (actual Paseo de Gracia) y Jaime I, y otro de nueva creación, de Aragón a Plaza Joanich, donde se incluía esta parada.
Con el nombre original de Gerona, fue inaugurada el 5 de febrero de 1973 por el ministro de Obras Públicas, Gonzalo Fernández de la Mora, y el alcalde de Barcelona, José María de Porcioles, entre otras autoridades. La comitiva inauguró en la estación un relieve escultórico de cerámica, obra del artista Ángel Orensanz, inspirado en el paisaje del Ampurdán.
En 1982 la estación tradujo su nombre solo al catalán  y fue renombrada como Girona, al tiempo que la Línea IV adoptó la numeración arábiga y pasó a llamarse Línea 4.
En 2008 se llevaron a cabo obras para adaptar los accesos a las personas de movilidad reducida, incluyendo la instalación de tres ascensores: uno para comunicar la calle con el vestíbulo de la estación, y dos más para conectar el vestíbulo con cada andén.

## Líneas
| << cabecera   | < estación | línea | estación >      | cabecera >> |
| ------------- | ---------- | ----- | --------------- | ----------- |
| Metro         |            |       |                 |             |
| Trinitat Nova | Verdaguer  |       | Paseo de Gracia | La Pau      |